# Casa consistorial de Mazarrón
La casa consistorial de Mazarrón, conocida a nivel local como Antiguo Ayuntamiento o Casas Consistoriales, es un edificio del siglo XIX en el municipio murciano de Mazarrón (España). De estilo ecléctico, era la sede de las dependencias del concejo del pueblo. Desde sus reformas en 2008 alberga un espacio cultural dedicado a conferencias y otras actividades. El 26 de octubre de 1983 fue declarado Monumento Histórico Artístico —en la actualidad el equivalente a un Bien de interés cultural— bajo referencia RI-51-0004967.

## Historia
La estructura se erigió a finales del siglo XIX y albergaba las dependencias del Ayuntamiento de Mazarrón. Se construyó en una época de bonanza económica y demográfica en la localidad gracias a su desarrollo en el ámbito minero. De esta forma, las obras comenzaron el 9 de julio de 1889, con el arquitecto Francisco Ródenas Rosa a la cabeza del proyecto, que sumó con un presupuesto de cuarenta mil pesetas. Debido a sus problemas de salud tuvo que supervisar los trabajos a distancia, hecho que causó problemas a los contratistas. Con el fallecimiento de Ródenas el 1 de junio de 1892, el arquitecto municipal Francisco de Paula Oliver Rolandi se ocupó de acabar la construcción. Dejó su firma en la distribución del plano del edificio, las florituras, la escalera, el Salón de Plenos y el reloj que culmina la casa consistorial.
En julio del año 2001, ante el mal estado que presentaba el edificio, el gobierno municipal acató el desalojo de la estructura. En 2005 se decidió su rehabilitación, cuyas obras terminaron dos años después. La inauguración de la casa consistorial se celebró el 14 de abril de 2008. Desde entonces, alberga un «espacio expositivo y cultural».

## Descripción

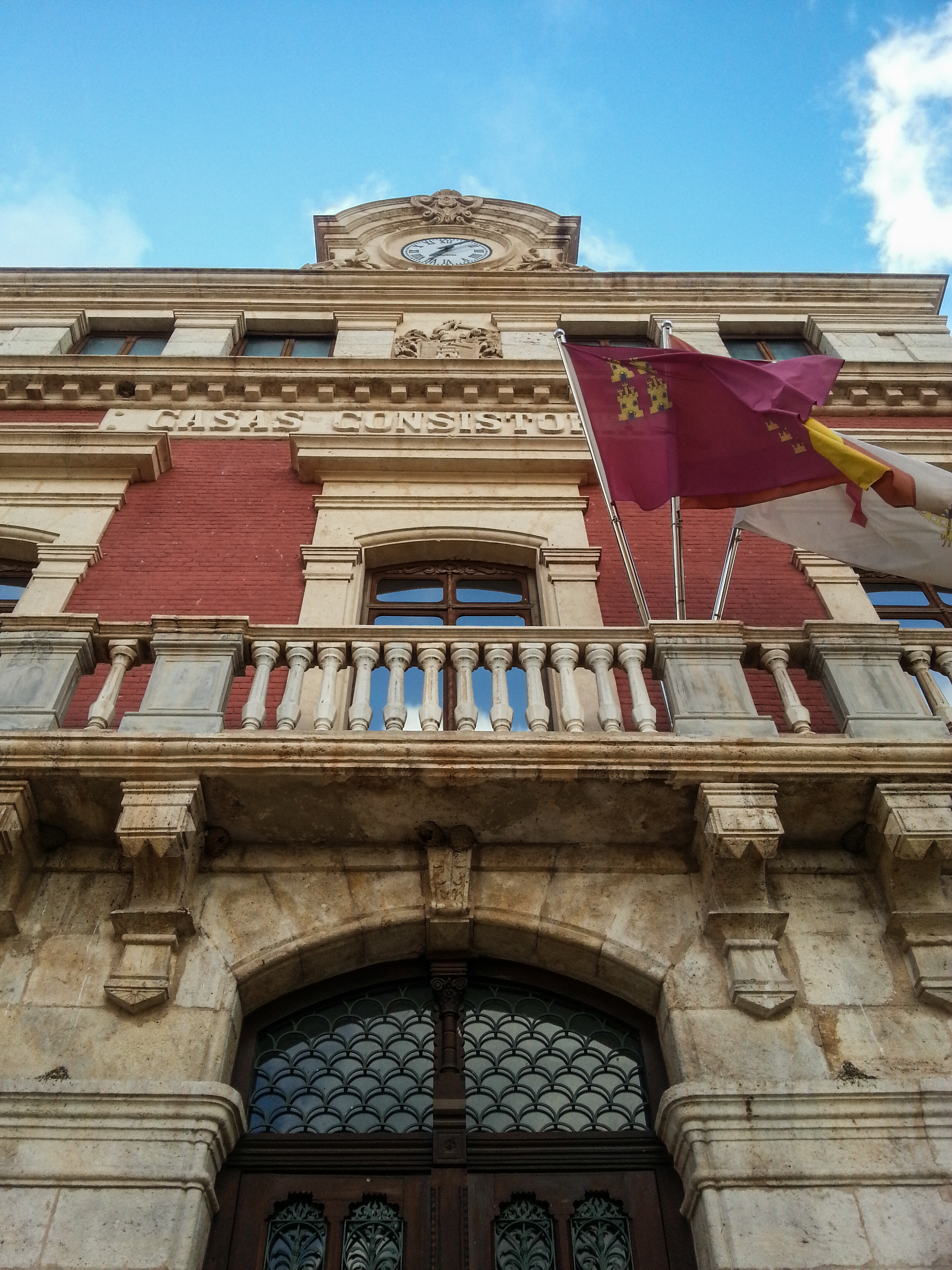
Vista frontal de la fachada.

El edificio tiene tres plantas y un sótano; este fue un calabozo, que incluía las dependencias del alguacil y un almacén municipal posteriormente. La planta baja era el vestíbulo, a mano derecha se encontraba la tesorería y la secretaría, en tanto en el ala izquierda estaba la inspección, la celaduría y el juzgado. En el piso superior se encontraba la alcaldía, la sala de comisiones y el Salón de Plenos. Este se caracteriza por su artesonado de casetones en colores dorados y verdes hechos en yeso. Un conjunto de papel pintado importado de Francia cubre las paredes; al fondo, a una altura mayor se sitúa el espacio dedicado al propio concejo, decorado por los cuadros de la reina regente María Cristina, del moncarca Alfonso XIII (obra de José Antonio Serrate) y del general oriundo del municipio, Francisco Gómez Jordana. La alcaldía muestra una ornamentación profusa, con el suelo en mosaico y mobiliario de la época. La segunda planta estaba destinada a la oficinas de Correos y Telégrados y al hogar del conserje. En el exterior, la fachada principal está recubierta de ladrillo caravista y rematada por un templete de estilo modernista con cubierta de zinc.